# Ѝ
Ѝ ѝ (И amb accent greu) és un grafema en diversos alfabets ciríl·lics, que representa la combinació de la lletra И i l'accent greu. No és un lletra independent en cap dels alfabets, però té una codificació independent en Unicode.
Actualment el grafema es fa servir en búlgar i macedònic per diferenciar els homònims en una oració (normalment es posa a sobre de l'homònim independent d'altres paraules), normalment la conjunció «и» (и) i el pronom «ѝ».
A més, И amb accent greu pot aparèixer com a resultat de la combinació de la lletra И amb el signe d'accent greu en cas del seu ús tradicional:
- al diccionari, per indicar l'accent;
- en serbi, quan s'indica un dels quatre tipus d'accent;
- en llibres antics.